# Izraelská správa přístavů
Izraelská přístavní a drážní správa (hebrejsky: רשות הספנות והנמלים) je vládní agentura, která provozuje a řídí izraelské přístavy v Haifě, Ašdodu a Ejlatu.
Správa přístavů byla zřízena 1. července 1961 na základě zákona o správě přístavů 5721-1961. Později, 26. července 1988, schválil Kneset dodatek, jímž pod tento zákon včlenil Izraelské dráhy, a od té doby se agentura jmenuje Izraelská přístavní a drážní správa.
Přístavy spravované agenturou:
- Ašdodský přístav
- Ejlatský přístav
- Haifský přístav

Mezi povinnosti správy patří plánování, výstavba, vývoj, správa, údržba a provoz přístavů a železnic. Zákon také stanovuje, že správa musí přístavy a železnice provozovat jako ekonomicky životaschopný podnik. Zákon rovněž stanovuje oblasti, v nichž je nutný vládní souhlas. Jedná se o rozpočet, změny tarifů, atp.
Rada přístavní správy je jmenována vládou, na základě doporučení ministra dopravy. Z celkového počtu sedmnácti členů rady jich deset reprezentuje veřejnost, sedm pak zastupuje vládní ministry.